# Binodoxys tucumanus
Binodoxys tucumanus är en stekelart som först beskrevs av Petr Starý 1987. Binodoxys tucumanus ingår i släktet Binodoxys och familjen bracksteklar. Inga underarter finns listade.
Binodoxys tucumanus anges ibland med auktorn Tobias.